# Limmerensee
Der Limmerensee ist ein Speichersee der Kraftwerke Linth-Limmern AG (KLL) im südlichsten Teil der politischen Gemeinde Glarus Süd, im Schweizer Kanton Glarus.

## Lage

Limmerensee mit Staumauer Limmern, August 1964

Der Limmerensee liegt im ehemaligen Quellgebiet des Limmerenbachs im Limmerenboden im hintersten Teil des Limmerentals. Gespiesen wird der See durch das anfallende Schmelzwasser des Griess- und des Limmerengletschers sowie der umliegenden Bergketten. Die beiden Gletscher befinden sich auf der Nordseite des südwestlich des Stausees gelegenen Bifertenstocks (3419 m). Im nördlichen Teil des Sees mündet der Muttenbach ein, über den das Schmelzwasser des Latten und der Muttenalp abfliesst. Nach dem Verlassen des Sees fliesst der Limmerenbach durch das Limmerental. Auf seinem Weg bis zur Üelialp, wo er in die Linth einmündet, nimmt er von links und rechts diverse kleine Bergbächlein auf. Der Limmerensee ist eingebettet von hohen Bergen. So liegen neben dem Bifertenstock auf der Westseite des Sees die Selbsanft-Berge (mit Höhen bis zu 3029 m), im Norden der Muttenchopf (2482 m), im Nordosten der Muttenstock (3088 m), im Osten die Muttenberge (mit Höhen bis zu 2954 m) und im Südosten das Kistenstöckli (2747 m).

## Geschichte
Die erste schriftliche Erwähnung war im Jahr 1003 oder 1063 als torrentis … limerta. Der Name leitet sich vermutlich vom schweizerdeutschen Wort Limmi mit der Bedeutung „kesselförmige Vertiefung, kleine Ebene zwischen mit Gras bewachsenen Bergen, Einsenkung des Bodens“ in Verbindung mit dem Suffix -aria ab.
Noch im 19. Jahrhundert sammelte der Limmern Bach über viele kleine Arme das im Limmernboden auf der Westseite anfallende Schmelzwasser des Gries- und Limmern Gletschers und auf der Ostseite das Schmelzwasser des Kistenbands und über den Muttenbach dasjenige des Latten Gletschers und der Muttenalp. Je nach Jahreszeit entstanden kleine Bergbächlein, die ihr Wasser in den Limmern Bach einleiteten. Weiter floss der Limmern Bach durch das Limmern Thal und mündete bei der Ueli Alp in den Linth Fluss im Linth Thal.
Der Limmerensee existiert erst seit 1963. Die gesamte Fläche des Limmerenbodens wurde beim Ochsenplangge durch die 122 Meter hohe Bogenstaumauer Limmern abgetrennt. Der Limmerensee dient als Speichersee des Pumpspeicherkraftwerks der Kraftwerke Linth-Limmern.

## Kraftwerke Linth-Limmern
Der Limmerensee ist Bestandteil der Energiegewinnungsanlagen der Kraftwerke Linth-Limmern.

## Staumauer

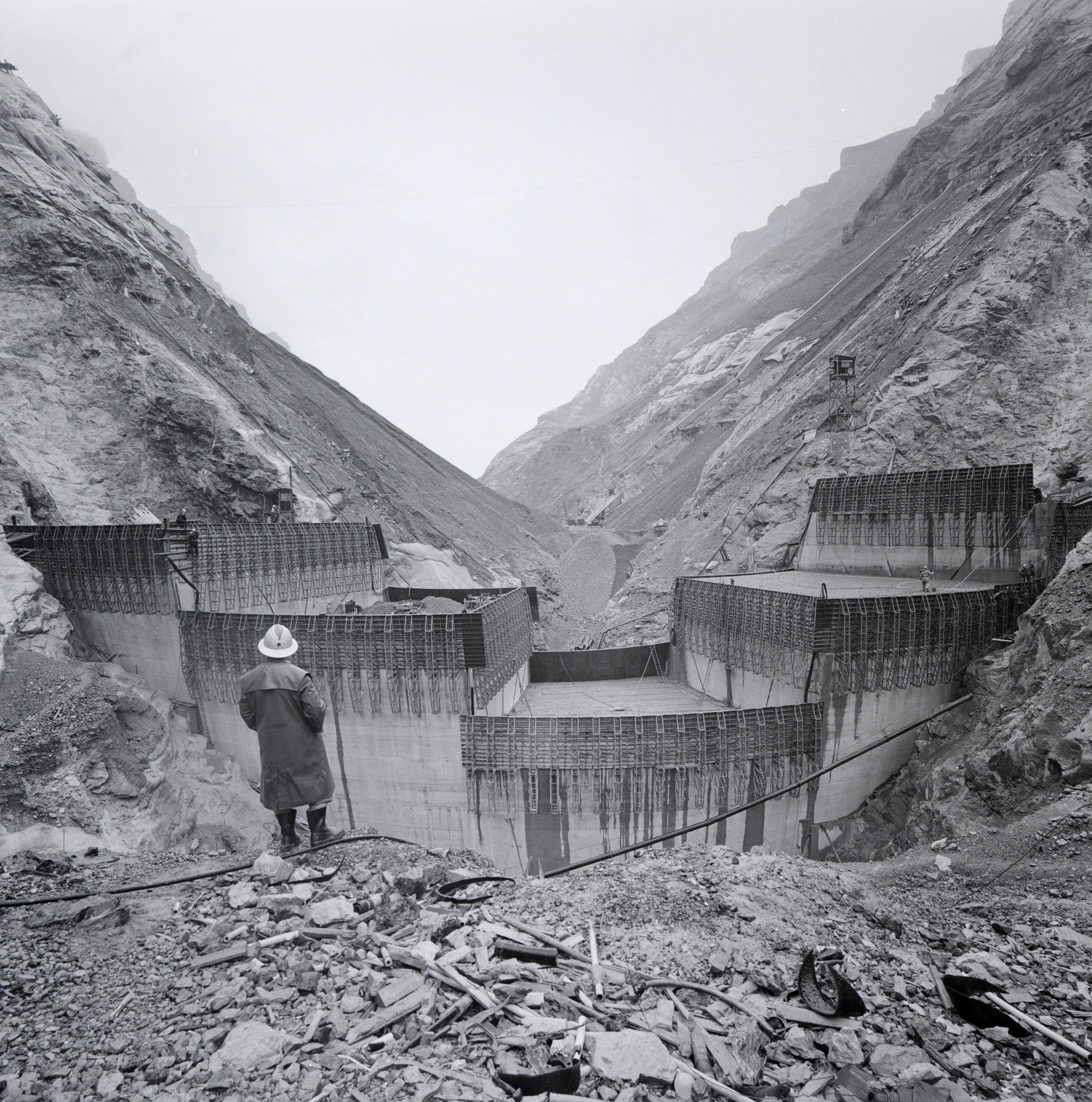
Staumauer Limmern im Bau, Oktober 1960

Die Staumauer besteht aus 553'000 m³ Beton. Sie ist als doppelt gekrümmte Bogenstaumauer ausgeführt worden. Um einen allfälligen Wasserverlust unter der Mauer zu unterbinden, wurde unter dem Fundament ein bis 170 Meter tiefes Injektionsschild erstellt.
Eine Hochwasserentlastung schützt die Staumauer vor Beschädigung durch Zuflüsse über den Höchstwasserstand. Ein Überlauf leitet das Wasser durch einen Stollen mit einer Kapazität bis zu 89 m³/s ab. Muss der See entleert werden, geschieht dies über einen Grundablass am Fusse der Staumauer mit einer Leistung bis zu 98 m³/s.

## Erreichbarkeit

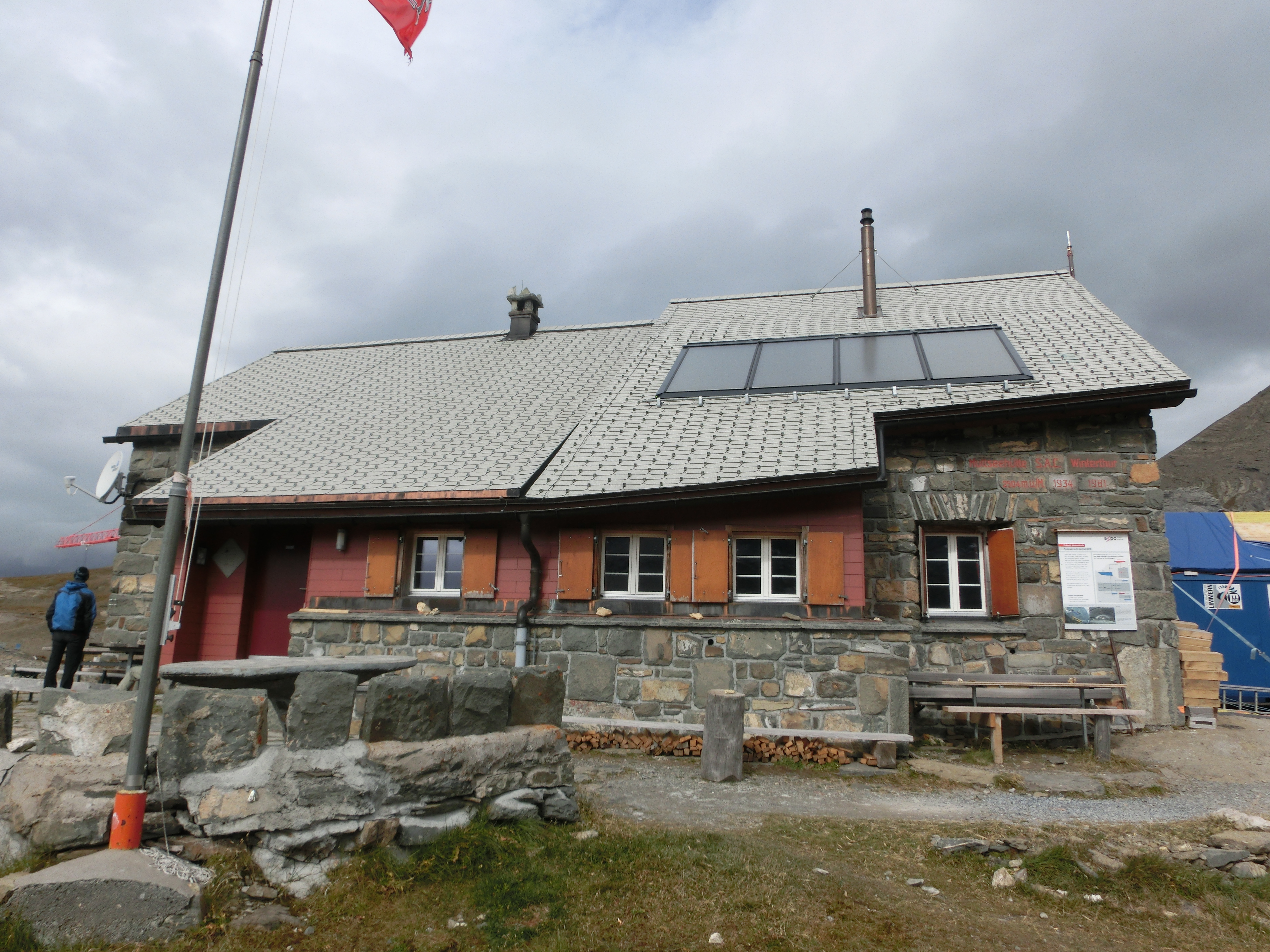
Muttseehütte von Süden

Die Anfahrt zum Stausee erfolgt über Linthal und Tierfehd bis zur Talstation der Luftseilbahn Tierfehd – Kalktrittli der Kraftwerke Linth-Limmern AG. Die Bahn überwindet einen Höhenunterschied von 1060 Metern in 7½ Minuten, was zu Fuss einen Aufstieg von gut vier Stunden erfordern würde. Ab Kalktrittli (Mundart: Chalchtrittli) dient ein drei Kilometer langer Kraftwerksstollen, der beim Limmerensee endet, als Wanderweg. Weiter führt der Weg zur Muttseehütte (SAC) (2501 m ü. M.) auf der Muttenalp mit Ausblick über den Muttsee mit der längsten Staumauer der Schweiz (Zeitaufwand ab Kalktrittli etwa 2½ Stunden). Die Bergstation ist ab der Hütte wieder über einen Wanderweg in etwa 2½ Stunden zu erreichen. Dieser Weg ist gut gesichert, jedoch nur für schwindelfreie Berggänger zu empfehlen. Bergtaugliches Schuhwerk ist erforderlich.